# 朝鮮新民黨
朝鮮新民黨（：／ Chosŏn Sin-Mindang）是朝鲜盟军托管时期的一個共產主義政黨，成立於1946年2月16日，前身是由流亡於中國的朝鲜共產主義者和獨立運動家組成的朝鲜独立同盟。该党的總部設在平壤，领袖是金枓奉。朝鲜新民黨和北朝鮮共產黨相比，一些問題上採較為溫和的立場，因此在朝鲜人中相當受歡迎。
1946年7月22日，朝鮮新民黨和北朝鮮共產黨、朝鲜民主党、天道教青友黨組成全國聯合民主陣線，并由共產主義者領導。
1946年7月29日，在平壤的朝鮮新民黨同意和北朝鮮共產黨合并为一个政黨，即北朝鮮勞動黨，由金枓奉就任該黨委員長，但實權由金日成掌握。
1946年7月14日，南朝鲜的朝鮮新民黨支部改组为南朝鮮新民黨。
1946年11月，南朝鮮新民黨和朝鲜共产党、朝鲜人民党合并为南朝鮮勞動黨。